# Rubraea pseudatolmis
Rubraea pseudatolmis is een vlinder uit de familie van de Nymphalidae. De wetenschappelijke naam van de soort is voor het eerst gepubliceerd in 1912 door Harry Eltringham.

## Verspreiding
De soort komt voor in de alpiene graslanden van Zimbabwe.

## Waardplanten
De rups leeft op Basananthe sandersonii (Harv.) W.J.de Wilde en Tricliceras pilosum (Mast.) R.Fern. van de passiebloemfamilie (Passifloraceae).